# Soyuz 25
Texto inicialmente baseado na tradução dos artigos «Soyuz 25» na Wikipédia em inglês e «Союз-25» na Wikipédia em russo.
Soyuz 25 foi uma  nave tripulada soviética do programa Soyuz,  lançada de Baikonur em 9 de outubro de 1977 com o objetivo de ser a primeira missão rumo à estação espacial Salyut 6, mas falhou após um problema com o sistema de acoplagem. A bordo estavam os cosmonautas Vladimir Kovalyonok e Valery Ryumin.

## Tripulação
| Posição           | Cosmonauta          |
| ----------------- | ------------------- |
| Comandante        | Vladimir Kovalyonok |
| Engenheiro de voo | Valery Ryumin       |

## Parâmetros da missão
- Massa: 6 860 kg
- Perigeu: 198.5 km
- Apogeu: 258.1 km
- Inclinação: 51.66°
- Período: 88.66 minutos

## A missão
Tudo aconteceu sem problemas até o momento da acoplagem. Pois por alguma razão a nave não iria se juntar à estação. Ou como os noticiários informaram: 
- "Às 07.09 de Moscou, em (10 de outubro de 1977) a aproximação entre a nave Soyuz 25 e a estação espacial Salyut 6 começou. De uma distância de 120 metros, os veículos realizaram a manobra de aterrissagem. Devido a desvios do procedimento programado para a aterrissagem, a ligação foi desfeita. O grupo começa a fazer preparações para retornar para a Terra."[5]

A aterrissagem completa era necessária para ativar as conexões elétricas. A espaçonave depois se retraiu e se fechou. O problema foi localizado posteriormente num mecanismo defeituoso na Soyuz. Porém, tal não tinha sido descoberto até ao voo da Soyuz 26, que realizou uma EVA para inspecionar o segundo porto de aterrissagem da Salyut 6.
Como o grupo estava voando em uma nave espacial Soyuz 7K-T havia apenas a energia de uma bateria disponível, o suficiente para uma curta missão de dois dias. O grupo foi forçado a reentrar e aterrissou a 185 km ao noroeste de Tselinogrado, Cazaquistão.
Esta falha resultou em uma lei que dizia que os grupo tinham que ter ao menos um integrante que já tivesse voado antes. Isto resulto em um grupo iniciante para assistência composto por Aleksandr Ivanchenkov e Yuri Romanenko em conjunto com os cosmonautas veteranos para as missões seguintes.